# Poison Idea
Poison Idea foi uma banda americana de punk rock, formada em Portland, Orégon no ano de 1980. A banda se dissolveu originalmente em 1993, mas tocou de forma intermitente desde 1998. Eles se separaram oficialmente em 1 de janeiro de 2017 e se reuniram em 2018.

## Membros
- Jerry A
- Eric "Vegetable" Olson
- Brandon Bentley
- Chris "Spider" Carey
- Mickey Widmer
- Tom "Pig Champion" Roberts
- Chris Tense
- Glen Estes
- Dean Johnson
- Jim Taylor
- Charley "Myrtle Tickner" Nims
- Steve "Thee Slayer Hippy" Hanford
- Mondo
- Kid Cocksman
- Aldine Strichnine
- Chris Carey
- Matt Brainard
- Andy Keesler (aka Joe Spleen)
- Rawbo Knox
- Chris Cuthbert
- Jeff Walter
- Gordon Schol
- Nathan "Skinny" Richardson

## Discografia

### Álbuns de estúdio
- 1986: Kings of Punk
- 1987: War All the Time
- 1990: Feel the Darkness
- 1992: Blank Blackout Vacant
- 1993: We Must Burn
- 2006: Latest Will and Testament
- 2015: Confuse and Conquer

### Coletâneas
- 1988: Get Loaded And Fuck (cassete)
- 1989: Ian Mackeye
- 1992: Pajama Party
- 1993: Dysfunctional Songs for Codependent Addicts
- 1994: The Early Years
- 1994: Best of Poison Idea
- 2002: Kings of Punk/Record Collectors are Pretentious Assholes
- 2005: Pick Your King/Learning to Scream'

### Álbuns ao vivo
- 1991: Live In Vienna
- 1991: Dutch Courage
- 1992: Keep Warm, Burn the Rich (bootleg)
- 1993: Record Bootleggers are Potential Millionaires (bootleg)
- 1995: Your Choice Live Series'
- 1996: Pig's Last Stand